# Oberweiler Graben (Wolfsbronner Mühlbach)
Der Oberweiler Graben ist ein rechter Zufluss des Wolfsbronner Mühlbachs beim namensgebenden Ort Oberweiler im mittelfränkischen Landkreis Weißenburg-Gunzenhausen.

## Verlauf
Der Oberweiler Graben entspringt auf einer Höhe von 555 m ü. NHN in einem Waldgebiet in einer kalkreichen Gegend als Steinerne Rinne von Oberweiler, direkt am Ostfuß des Hahnenkamms im Naturpark Altmühltal, südöstlich von Oberweiler und nördlich des Gemeindebergs am Westhang der Ahaleite, unweit zur Grenze zu Markt Berolzheim. Der Bach verlässt nach wenigen Metern den Wald und durchquert von da an eine weite Offenlandschaft im Tal der Altmühl und fließt in eine nördliche bis nordwestliche Richtung. Er fließt nordöstlich an den namensgebenden Ort Oberweiler vorbei und unterquert die Kreisstraße WUG 34. Der Oberweiler Graben mündet nach einem Lauf von rund 1,5 Kilometern unweit nordöstlich von Wolfsbronn und Baierleinsmühle auf einer Höhe von 457 m ü. NHN von rechts bzw. von Süden in den Wolfsbronner Mühlbach.